# Đỗ Duy Mạnh
Đỗ Duy Mạnh (sinh ngày 29 tháng 9 năm 1996) là một cầu thủ bóng đá chuyên nghiệp người Việt Nam hiện đang thi đấu ở vị trí trung vệ cho câu lạc bộ V.League 1 Hà Nội và là đội trưởng của đội tuyển bóng đá quốc gia Việt Nam.

## Tiểu sử
Đỗ Duy Mạnh sinh ra tại Đông Anh, Hà Nội và bắt đầu chơi bóng đá vào khoảng 8 tuổi. Thần tượng từ thời thơ ấu của anh là danh thủ người Bồ Đào Nha Cristiano Ronaldo. Năm 2006, khi mới 10 tuổi, anh được tuyển chọn vào Trung tâm đào tạo bóng đá trẻ Hà Nội và chuyển sang chơi bóng cho các đội trẻ CLB Hà Nội T&T vào năm 2013. Tháng 12 năm 2013, Duy Mạnh cùng với người đồng đội Phạm Đức Huy đã có buổi thử việc tại câu lạc bộ Consadole Sapporo của Nhật Bản.Và vào năm 2015, Đỗ Duy Mạnh được gọi lên chơi cho cả V League 1 lẫn Đội Tuyển Quốc gia chỉ khi mới 19 tuổi.

## Sự nghiệp cầu thủ

### Câu lạc bộ

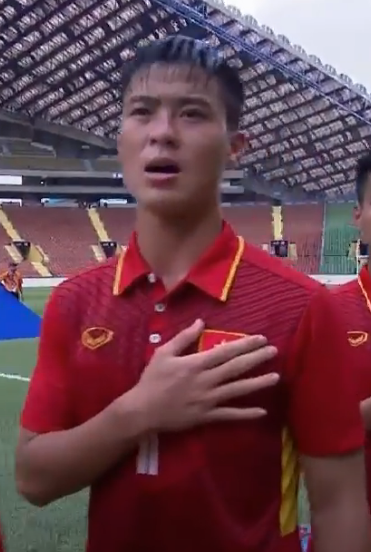
Duy Mạnh trong màu áo U-22 Việt Nam tại SEA Games 2017

Trước thềm mùa giải 2015, Đỗ Duy Mạnh được huấn luyện viên Phan Thanh Hùng đôn lên đội một Hà Nội T&T. Ngày 5 tháng 1 năm 2015, Duy Mạnh ra mắt V-League khi vào sân từ băng ghế dự bị trong trận gặp Đồng Tâm Long An và chính anh là cầu thủ ghi bàn thắng gỡ hòa 1–1 cứu đội bóng thủ đô khỏi một trận thua ở vòng mở màn. Kể từ đó, anh trở thành cầu thủ thường xuyên có mặt trong đội hình xuất phát của câu lạc bộ. Kết thúc mùa giải, Duy Mạnh có tổng cộng 22 lần ra sân, ghi được 2 bàn thắng và được vinh danh là cầu thủ trẻ xuất sắc nhất V-League 2015.
Đỗ Duy Mạnh cùng các đồng đội ở câu lạc bộ Hà Nội lên ngôi vô địch V League 1 vào các năm 2016, 2018, 2019, 2022. Ngoài ra anh và các cầu thủ Hà Nội FC cũng có 3 chức vô địch Cúp Quốc gia vào các năm 2019, 2020, 2022. Và 4 lần đạt Siêu Cup Quốc gia vào các năm 2018, 2019, 2020, 2022.

### Quốc tế

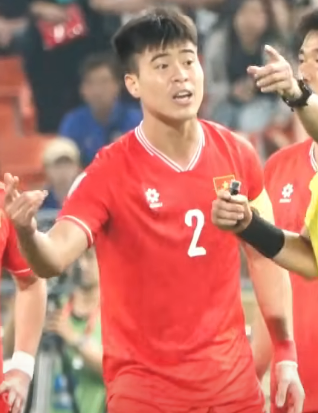
Duy Mạnh chơi cho Việt Nam tại Giải vô địch bóng đá ASEAN 2024

Lần đầu tiên Duy Mạnh được tập trung cấp tuyển quốc gia là năm 2011 trong danh sách tuyển U-16 Việt Nam. Duy Mạnh tiếp tục được triệu tập tuyển U-19 Việt Nam vào năm 2013 tham dự giải bóng đá vô địch U-19 Đông Nam Á.
Năm 2015, tiền vệ Duy Mạnh chính thức có tên trong danh sách tuyển U-23 Việt Nam tham dự vòng loại giải bóng đá vô địch U-22 châu Á 2016 và gọi lên đội tuyển quốc gia Việt Nam tham dự trận đấu giao hữu gặp câu lạc bộ Manchester City.
Đầu năm 2016, anh chính thức có tên trong danh sách đội hình tham dự giải vô địch bóng đá U-23 châu Á 2016 diễn ra ở Qatar. Ngày 14 tháng 1 năm 2016, anh đã ghi bàn thắng đầu tiên cho đội tuyển U-23 Việt Nam ở giải đấu này, nhưng chung cuộc U-23 Việt Nam để thua U-23 Jordan với tỉ số 1–3.
Tháng 7 năm 2017, anh có tên trong danh sách đội tuyển bóng đá nam dự đại hội thể thao Đông Nam Á lần thứ 29( Seagame 29) diễn ra tại Kuala Lumpur, Malaysia từ ngày 19 đến ngày 30/8/2017.
Năm 2018, Đỗ Duy Mạnh và các đồng đội đã giúp bóng đá Việt Nam có bước chuyển mình mạnh mẽ khi đạt vị trí Á quân U 23 Châu Á tại Thường Châu, Trung Quốc;  Nằm trong top 4 các đội mạnh nhất ASIAD 2018, và cuối cùng là lên ngôi vô địch tại AFF CUP 2018.
Vào đầu năm 2019, Đỗ Duy Mạnh cùng các đồng đội đưa đội tuyển Việt Nam vào Tứ kết Asian Cup 2019. Đây là thành tích tốt nhất bóng đá Việt Nam tại đấu trường này sau 12 năm kể từ năm 2007.
Năm 2022, Duy Mạnh và các đồng đội đã bỏ lỡ ngôi vô địch AFF CUP và chỉ về nhì với tấm huy chương Bạc.
Năm 2024, Đỗ Duy Mạnh lại một lần nữa cùng các đồng đội lên ngôi vô địch AFF CUP nhưng lần này anh có 1 trọng trách rất cao cả khi được HLV trưởng tin tưởng trao cho tấm băng đội trưởng và anh đã hoàn thành rất tốt công việc của 1 người thủ lĩnh.

## Cuộc sống cá nhân
Tháng 2 năm 2020, Đỗ Duy Mạnh kết hôn với bạn gái lâu năm Nguyễn Quỳnh Anh, con gái thứ 2 của cựu chủ tịch câu lạc bộ Sài Gòn ông Nguyễn Giang Đông. Tháng 8 năm 2020, cả hai khoe tin vui khi họ đón cậu con trai đầu lòng Đỗ Duy Minh. Đến tháng 8 năm 2023 họ lại báo tin mừng khi vừa hạ sinh một bé gái đặt tên là Đỗ Tường Sa. 

## Thống kê sự nghiệp

### Câu lạc bộ
Tính đến ngày 7 tháng 7 năm 2024
| Câu lạc bộ          | Mùa giải            | Giải đấu            | Giải đấu | Giải đấu | Cúp quốc gia | Cúp quốc gia | Châu lục | Châu lục | Khác | Khác | Tổng cộng | Tổng cộng |
| Câu lạc bộ          | Mùa giải            | Hạng                | Trận     | Bàn      | Trận         | Bàn          | Trận     | Bàn      | Trận | Bàn  | Trận      | Bàn       |
| ------------------- | ------------------- | ------------------- | -------- | -------- | ------------ | ------------ | -------- | -------- | ---- | ---- | --------- | --------- |
| Hà Nội              | 2015                | V.League 1          | 22       | 2        | 3            | 0            | 1        | 0        | —    | —    | 26        | 2         |
| Hà Nội              | 2016                | V.League 1          | 8        | 0        | 3            | 0            | 2        | 0        | 1    | 0    | 14        | 0         |
| Hà Nội              | 2017                | V.League 1          | 17       | 0        | 1            | 0            | 6        | 0        | 1    | 0    | 25        | 0         |
| Hà Nội              | 2018                | V.League 1          | 24       | 2        | 5            | 0            | —        | —        | —    | —    | 29        | 2         |
| Hà Nội              | 2019                | V.League 1          | 21       | 0        | 4            | 0            | 15       | 1        | 0    | 0    | 36        | 1         |
| Hà Nội              | 2020                | V.League 1          | 0        | 0        | 0            | 0            | —        | —        | 1    | 0    | 1         | 0         |
| Hà Nội              | 2021                | V.League 1          | 10       | 1        | 0            | 0            | —        | —        | 0    | 0    | 10        | 1         |
| Hà Nội              | 2022                | V.League 1          | 18       | 0        | 3            | 1            | —        | —        | —    | —    | 21        | 1         |
| Hà Nội              | 2023                | V.League 1          | 17       | 2        | 1            | 0            | —        | —        | 1    | 0    | 19        | 2         |
| Hà Nội              | 2023–24             | V.League 1          | 20       | 0        | 3            | 0            | 5        | 0        | —    | —    | 28        | 0         |
| Tổng cộng sự nghiệp | Tổng cộng sự nghiệp | Tổng cộng sự nghiệp | 157      | 7        | 23           | 1            | 29       | 1        | 4    | 0    | 209       | 9         |

1. 1 2 3  Số trận ra sân tại AFC Champions League
2. 1 2 3  Ra sân tại Siêu cúp Quốc gia
3. ↑  Ra sân 1 trận tại AFC Champions League và 5 trận tại AFC Cup
4. ↑  Ra sân 2 trận tại AFC Champions League; 13 trận và ghi 1 bàn thắng tại AFC Cup

### Đội tuyển quốc gia
Tính đến ngày 5 tháng 1 năm 2025
| Đội tuyển quốc gia | Năm       | Trận | Bàn |
| ------------------ | --------- | ---- | --- |
| Việt Nam           | 2015      | 2    | 0   |
| Việt Nam           | 2016      | 2    | 0   |
| Việt Nam           | 2017      | 3    | 0   |
| Việt Nam           | 2018      | 9    | 0   |
| Việt Nam           | 2019      | 11   | 1   |
| Việt Nam           | 2021      | 13   | 0   |
| Việt Nam           | 2022      | 5    | 0   |
| Việt Nam           | 2023      | 10   | 0   |
| Việt Nam           | 2024      | 8    | 0   |
| Việt Nam           | 2025      | 2    | 0   |
| Tổng cộng          | Tổng cộng | 65   | 1   |

### Bàn thắng quốc tế
Bàn thắng của đội tuyển Việt Nam được ghi trước.
| #  | Ngày                 | Địa điểm                                           | Đối thủ   | Bàn thắng | Kết quả | Giải đấu                 |
| -- | -------------------- | -------------------------------------------------- | --------- | --------- | ------- | ------------------------ |
| 1. | 15 tháng 10 năm 2019 | Sân vận động Kapten I Wayan Dipta, Bali, Indonesia | Indonesia | 1–0       | 3–1     | Vòng loại World Cup 2022 |

#### U-16
| #  | Ngày                | Địa điểm                                       | Đối thủ     | Bàn thắng | Kết quả | Giải đấu                                  |
| -- | ------------------- | ---------------------------------------------- | ----------- | --------- | ------- | ----------------------------------------- |
| 1. | 12 tháng 7 năm 2011 | Sân vận động Quốc gia Lào mới, Viêng Chăn, Lào | Campuchia   | 3–1       | 4–1     | Giải vô địch bóng đá U-16 Đông Nam Á 2011 |
| 3. | 14 tháng 7 năm 2011 | Sân vận động Quốc gia Lào mới, Viêng Chăn, Lào | Philippines | 1–0       | 10–0    | Giải vô địch bóng đá U-16 Đông Nam Á 2011 |
| 4. | 14 tháng 7 năm 2011 | Sân vận động Quốc gia Lào mới, Viêng Chăn, Lào | Philippines | 4–0       | 10–0    | Giải vô địch bóng đá U-16 Đông Nam Á 2011 |
| 5. | 14 tháng 7 năm 2011 | Sân vận động Quốc gia Lào mới, Viêng Chăn, Lào | Philippines | 5–0       | 10–0    | Giải vô địch bóng đá U-16 Đông Nam Á 2011 |

## Danh hiệu

### Đội trẻ
, U-21 Hà Nội
- Giải bóng đá U21 Quốc gia: 2015

### Câu lạc bộ
Hà Nội T&T/ Câu lạc bộ Hà Nội
- V-League 1: 2016, 2018, 2019, 2022
- Cúp Quốc gia: 2019, 2020, 2022
- Siêu cúp Quốc gia: 2018, 2019, 2020, 2022

### Quốc tế
U-19 Việt Nam
- Á quân Giải vô địch bóng đá U19 Đông Nam Á: 2013, 2014

U-23 Việt Nam
- Huy chương đồng Đại hội Thể thao Đông Nam Á (Seagame) : 2015
- Á quân Giải vô địch bóng đá U-23 châu Á: 2018

Việt Nam
- Giải vô địch bóng đá Đông Nam Á: 
  -  Vô địch (2): 2018, 2024
  -  Á quân (1): 2022

### Cá nhân
- Cầu thủ trẻ xuất sắc nhất V.League 1: 2015
- Đội hình tiêu biểu V league 1: 2018
- Bằng khen của Thủ tướng chính phủ: 2018
- Huân chương Lao động hạng ba: 2018, 2025
- Gương mặt trẻ Thủ Đô tiêu biểu: 2025